# 洛克尼亞河 (克列文河支流)

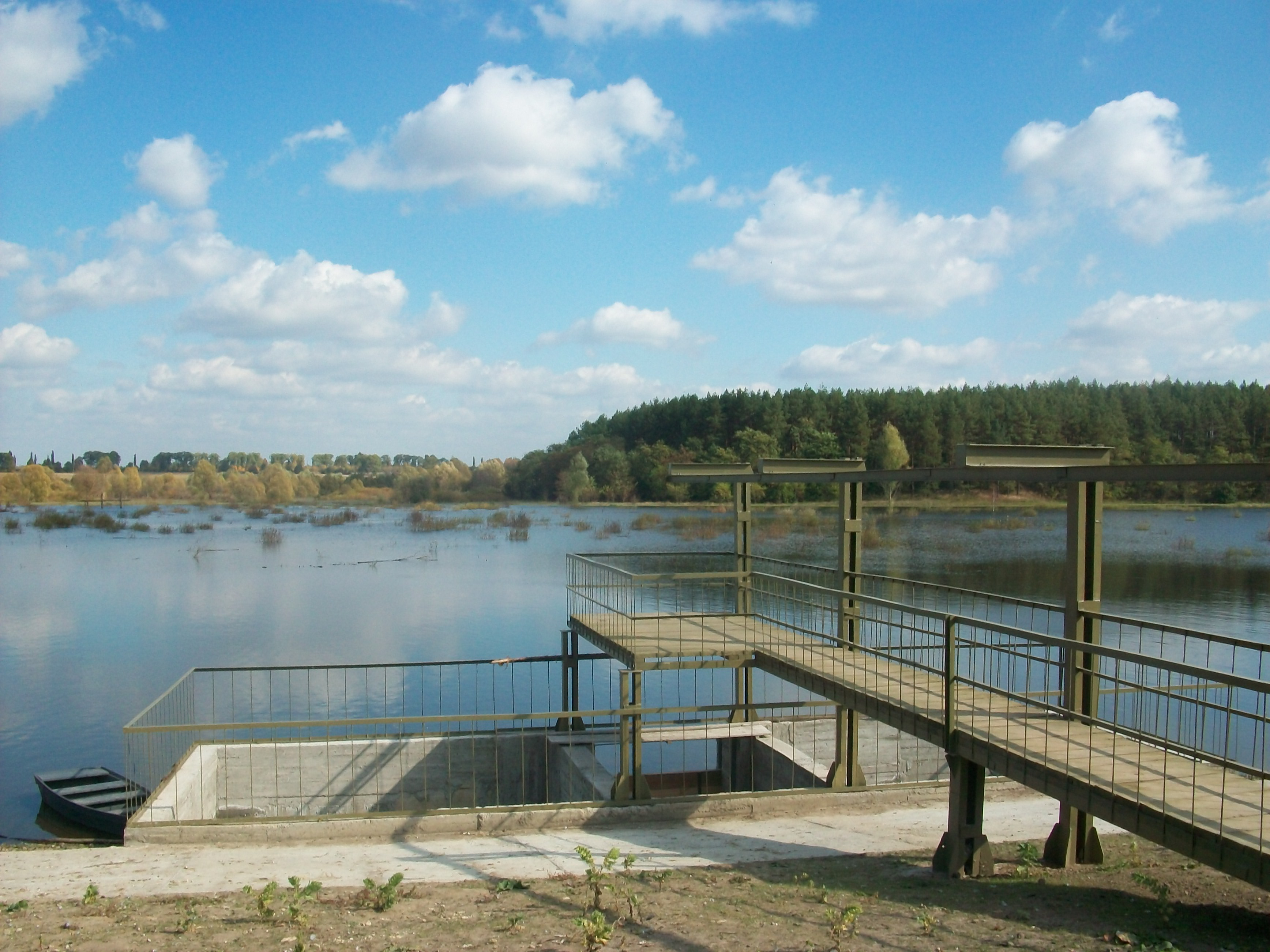

洛克尼亞河（俄语：Локня），是東歐的河流，流經俄羅斯的布良斯克州和烏克蘭的蘇梅州，屬於克列文河的支流，河道全長29公里，流域面積236平方公里。